# Lewes Football Club
Pour les articles homonymes, voir Lewes (homonymie).
Maillots
Le Lewes Football Club est un club de football anglais basé à Lewes. 
Le club évolue au sein de l'Isthmian Football League, en septième division.

## Repères historiques
- 1885 : fondation du club
- 2004 : promotion en Conference South (sixième division)
- 2008 : promotion en Conference National (cinquième division)
- 2016 : Relégation en Conference South (sixième division)

## Palmarès
- Conference South (D6) : 
  - Champion : 2008

- Isthmian Football League Division One South (D8) :
  - Champion : 2004

## Anciens joueurs
- Chris Greatwich
- Grant Hall
- Jimmy Glass
- Ian Selley